# ひなこ
ひなこ（1983年6月3日 - ）は、日本の元AV女優。

## 略歴
- 2002年にAVデビュー。現在は引退している。

## 出演作品
2002年
- 秘密の快感アナルSEX・3（3月8日、ワイルドサイド）
- エクソダス ゴールド・5 （4月26日、ワイルドサイド）
- VIVA！WORLD FUCKに行こう！（5月27日、V&Rプランニング）他出演:青木ゆう
- プロジェクトSEX （7月15日、MOODYZ）
- おんなのこのおなにー・2（8月4日、ディープス）他出演:双葉このみ、吉田みき、秋吉恵里子、小泉美智子、青山さやか、水樹ゆり、藤谷麗、駒崎愛美、日高つばさ、河野りん
- ひなこ的SEXおあずけの刑 シカトでマ○コ（8月8日、アイデアポケット）
- 調教愛奴（8月9日、TMA）
- MOODYZファン感謝祭 妄走犯（10月1日、MOODYZ）
- 淫夢 ～つかのまの幸せ～（12月1日、MOODYZ）
- 浣腸御用達 (12月12日、アイルビークリエイト)
- 女教師レズ緊縛ぶっかけ放尿スパンキング（12月27日、TMA）共演:三上翔子、佐々木美由紀

2003年
- 巨乳素人娘のベチョベチョマ○コ・2（10月10日、バーチャルウェーブ）

2004年
- ザ・ヘリコプターマン（4月17日、V&Rプランニング）他出演:秋本美鈴、立石サヤカ、水野奈菜、杉浦清香、澤田麻衣、武村理菜、アテジス典香、矢沢るみ、七海りあ
- ザ・夜這い（6月17日、V&Rプランニング）他出演:貴水らん、七海りあ、立花さくら、神埼麗奈、セーラ 他
- セックス番長伝説 （7月22日、V&Rプランニング）共演:澤田麻衣、アテジス典香
- ザ・宴会 （8月19日、V&Rプランニング）共演:水野礼子、橘瑠香、藤川梨花、城戸あかり、セーラ、澤田麻衣、アテジス典香、杉浦清香、七海りあ、早坂えり、三代目葵マリー

発売日不明
- Gold Cat！
- イエロージーザス 変態撫子 スーパースター （V&Rプランニング）オムニバス作品 他出演:佐賀郁美、高橋りか